# Raphinha (labdarúgó)
Raphael Dias Belloli (Porto Alegre, 1996. december 14. –), közismert nevén: Raphinha, brazil labdarúgó, csatár. A La Ligában szereplő FC Barcelona játékosa, és a brazil válogatott tagja.

## Pályafutása

### Klubcsapatokban
Karrierjét a brazil Avaí csapatában kezdte, de nem tudott betörni az első csapatba. 2016-ban Portugáliába igazolt a Vitória Guimarãesbe, 57 bajnoki mérkőzésen 18 gólt szerzett. Összes gólját a 2017–2018-as szezonban lőtte. Ezt követően egy évig játszott a Sportingban, ahonnan a francia Rennais-be igazolt, klubrekord összegért. 2020 októberében igazolta le a Leeds United. Első szezonját hat góllal zárta.

#### Rennes
2019. szeptember 2-án igazolta le a francia első osztályú együttes.
Tizenkét nappal később debütált kezdőként a Stade Brestois elleni 0–0-ás bajnokin, a mérkőzést végigjátszva.
Az első gólját november 10-én szerezte a csapatban, az Amiens SC elleni 3–1-re nyert találkozón, majd ezt a formát megtartva, a következő két fordulóban a Dijon és a Saint-Étienne ellen is gólt jegyzett.
2020. január 19-én lépett pályára első alkalommal a francia kupasorozatban és gólt is szerzett az Athlético Marseille ellen. 
A hónap utolsó napján a bajnokság 22. fordulójában duplázott az FC Nantes elleni 3–2-es végeredményű találkozón, melyen a második és az utolsó gólt szerezte ő.
Október 4-én játszotta utolsó mérkőzését a 2020–2021-es idény 6. fordulójában, amelyen gólt is jegyzett a Stade Reims elleni 2–2-es eredményű bajnokin.

#### Leeds United
2020. október 5-én szerződött az angol csapathoz, amivel 2024-ig állapodott meg.
Október 19-én a Wolverhampton Wanderers FC elleni 1–0-ás vereség során mutatkozott be hazai pályán, 2020–2021-es idény 5. fordulójában.
November 7-én a Crystal Palace ellen lépett pályára első alkalommal kezdőként, a következő fordulóban az Arsenal ellen játszott végig egy mérkőzést először a Leeds színeiben.
A következő héten szerezte első gólját, amely győzelmet ért az Everton ellen. A mérkőzés egyetlen találatát a 79. percben jegyezte.

#### FC Barcelona
2022. július 13-án a katalánok kivásárolták a Leeds United kötelékéből, és egy ötéves szerződést írt alá 2027 nyaráig.

##### 2022–2023-as szezon
Augusztus 13-án lépett először pályára tétmérkőzésen hazai környezetben, a Rayo Vallecano elleni gólnélküli mérkőzésen. Augusztus 28-án jegyezte első gólpasszát a Real Valladolid elleni 4–0-ás győztes bajnokin, amit Robert Lewandowski értékesített.
Szeptember 3-án, a negyedik mérkőzésén szerezte első gólját, és végigjátszotta a Sevilla elleni 3–0-ás idegenbeli találkozót.
Szeptember 13-án karrierje során első alkalommal lépett pályára a UEFA-bajnokok ligájában, a Bayern München elleni 2–0-ra elvesztett mérkőzésen.
Október 29-én a liga 12. fordulójában a Valencia otthonában, november 1-én Bajnokok Ligájában a Viktoria Plzeň ellen gólpasszt jegyzett, utóbbi mérkőzésen kettőt.
A 14. fordulóban az Osasuna vendégeként győztes gólt fejelt a 2–1-es mérkőzés 85. percében.
Január 4-én góllal és gólpasszal debütált a spanyol kupasorozatban az Intercity elleni 3–4-es idegenbeli találkozón.
Január 12-én mutatkozott be a spanyol szuperkupa elődöntőjében a Real Betis ellen, három nap múlva a döntőben 3–1-re legyőzték a Real Madrid csapatát, ahol az utolsó 12 percben lépett pályára.
Négy nap múlva második spanyol kupa-mérkőzésén gólt és gólpasszt szerzett az AD Ceuta elleni 5–0-ra megnyert találkozón.
A bajnokság 18. fordulójában a Getafe elleni 1–0-es mérkőzésen az egyetlen gólpasszt jegyezte. Februárban az egymást követő két találkozón az andalúz csapatokkal szemben, előbb a Real Betis otthonában, és négy nappal később a Sevilla ellen is eredményes volt, utóbbin ismét gólpasszt szerzett.
Február 16-án a klub színeiben a Manchester United elleni 2–2-es mérkőzésen góllal és gólpasszal mutatkozott be az Európa Ligában, a kieséses szakaszban a nyitógólnál szögletből adott pontos labdát Marcos Alonsónak, majd a 76. percben beállította a végeredményt.

### A válogatottban
2021. augusztusában Tite válogatta be első alkalommal a nemzeti-csapatba; Chile, Argentína és Peru elleni világbajnoki selejtező mérkőzésekre. Október 7-én debütált brazil színekben, két gólpasszt szerezve a Venezuela elleni 3–1-es világbajnoki selejtező során. Harmadik mérkőzésen szerezte meg első góljait, Uruguay ellen, melyen duplázott a 4–1-re zárult találkozón.
2022. november 7-én nevezték a katari világbajnokságra. Szerbia ellen lépett pályára első alkalommal világbajnoki mérkőzésen, a csapat összes mérkőzésén szerepelt, és a negyeddöntőig jutottak, ahol Horvátország búcsúztatta őket.

## Statisztika

### Klubcsapat
2024. november 6-i állapot szerint.
| Klub                | Szezon           | Bajnokság        | Bajnokság | Bajnokság | Kupa  | Kupa  | Ligakupa | Ligakupa | Kontinens | Kontinens | Egyéb | Egyéb | Összes | Összes |
| Klub                | Szezon           | Liga             | Mérk.     | Gólok     | Mérk. | Gólok | Mérk.    | Gólok    | Mérk.     | Gólok     | Mérk. | Gólok | Mérk.  | Gólok  |
| ------------------- | ---------------- | ---------------- | --------- | --------- | ----- | ----- | -------- | -------- | --------- | --------- | ----- | ----- | ------ | ------ |
| Vitória Guimarães B | 2015–16          | LigaPro          | 16        | 5         | —     | —     | —        | —        | —         | —         | —     | —     | 16     | 5      |
| Vitória Guimarães B | Összesen         | Összesen         | 16        | 5         | —     | —     | —        | —        | —         | —         | —     | —     | 16     | 5      |
| Vitória Guimarães   | 2015–16          | Primeira Liga    | 1         | 0         | —     | —     | —        | —        | —         | —         | —     | —     | 1      | 0      |
| Vitória Guimarães   | 2016–17          | Primeira Liga    | 32        | 4         | 7     | 0     | 2        | 0        | —         | —         | —     | —     | 41     | 4      |
| Vitória Guimarães   | 2017–18          | Primeira Liga    | 32        | 15        | 1     | 1     | 3        | 1        | 6         | 0         | 1     | 1     | 43     | 18     |
| Vitória Guimarães   | Összesen         | Összesen         | 65        | 19        | 8     | 1     | 5        | 1        | 6         | 0         | 1     | 1     | 85     | 22     |
| Sporting CP         | 2018–19          | Primeira Liga    | 24        | 4         | 4     | 0     | 4        | 2        | 4         | 1         | —     | —     | 36     | 7      |
| Sporting CP         | 2019–20          | Primeira Liga    | 4         | 2         | 0     | 0     | 0        | 0        | 0         | 0         | 1     | 0     | 5      | 2      |
| Sporting CP         | Összesen         | Összesen         | 28        | 6         | 4     | 0     | 4        | 2        | 4         | 1         | 1     | 0     | 41     | 9      |
| Rennes              | 2019–20          | Ligue 1          | 22        | 5         | 3     | 2     | 1        | 0        | 4         | 0         | 0     | 0     | 30     | 7      |
| Rennes              | 2020–21          | Ligue 1          | 6         | 1         | 0     | 0     | —        | —        | 0         | 0         | —     | —     | 6      | 1      |
| Rennes              | Összesen         | Összesen         | 28        | 6         | 3     | 2     | 1        | 0        | 4         | 0         | 0     | 0     | 36     | 8      |
| Leeds United        | 2020–21          | Premier League   | 30        | 6         | 1     | 0     | 0        | 0        | —         | —         | —     | —     | 31     | 6      |
| Leeds United        | 2021–22          | Premier League   | 35        | 11        | 1     | 0     | 0        | 0        | —         | —         | —     | —     | 36     | 11     |
| Leeds United        | Összesen         | Összesen         | 65        | 17        | 2     | 0     | 0        | 0        | 0         | 0         | 0     | 0     | 67     | 17     |
| Barcelona           | 2022–23          | La Liga          | 36        | 7         | 5     | 2     | —        | —        | 7         | 1         | 2     | 0     | 50     | 10     |
| Barcelona           | 2023–24          | La Liga          | 28        | 6         | 1     | 1     | —        | —        | 7         | 3         | 1     | 0     | 37     | 10     |
| Barcelona           | 2024–25          | La Liga          | 20        | 11        | 1     | 1     | —        | —        | 7         | 8         | 2     | 2     | 30     | 22     |
| Barcelona           | Összesen         | Összesen         | 84        | 24        | 7     | 4     | —        | —        | 21        | 12        | 5     | 2     | 117    | 42     |
| Karrier összesen    | Karrier összesen | Karrier összesen | 286       | 77        | 24    | 7     | 10       | 3        | 35        | 13        | 7     | 3     | 362    | 103    |

1. ↑  A(z) Bajnokok Ligájában ötször, a(z) Európa Ligában kétszer lépett pályára
2. ↑  Egy gólt szerzett a(z) EL-ben
3. 1 2  Mérkőzése(i) a Supercopa-ban
4. 1 2  Mérkőzése(i) a Bajnokok Ligájában

### A válogatottban
2024. november 14-i állapot szerint.
| Brazília | Brazília | Brazília |
| Év       | Mérk.    | Gólok    |
| -------- | -------- | -------- |
| 2021     | 5        | 2        |
| 2022     | 11       | 3        |
| 2023     | 4        | 1        |
| 2024     | 11       | 4        |
| Összesen | 31       | 10       |

#### Gólok
| #  | Dátum                | Helyszín                                | Vál. | Ellenfél  | Eredmény | Végeredmény | Torna                            |
| -- | -------------------- | --------------------------------------- | ---- | --------- | -------- | ----------- | -------------------------------- |
| 1  | 2021. október 14.    | Arena da Amazônia, Manaus               | 3    | Uruguay   | 2–0      | 4–1         | 2022-es világbajnokság selejtező |
| 2  | 2021. október 14.    | Arena da Amazônia, Manaus               | 3    | Uruguay   | 3–0      | 4–1         | 2022-es világbajnokság selejtező |
| 3  | 2022. február 1.     | Mineirão, Belo Horizonte                | 7    | Paraguay  | 1–0      | 4–0         | 2022-es világbajnokság selejtező |
| 4  | 2022. szeptember 27. | Parc des Princes, Párizs                | 11   | Tunézia   | 1–0      | 5–1         | Barátságos mérkőzés              |
| 5  | 2022. szeptember 27. | Parc des Princes, Párizs                | 11   | Tunézia   | 4–1      | 5–1         | Barátságos mérkőzés              |
| 6  | 2023. szeptember 8.  | Mangueirão, Belém                       | 17   | Bolívia   | 2–0      | 5–1         | 2026-os világbajnokság selejtező |
| 7  | 2024. július 2.      | Levi’s Stadion, Santa Clara             | 26   | Kolumbia  | 1–0      | 1–1         | 2024-es Copa América             |
| 8  | 2024. október 15.    | Arena BRB Mané Garrincha, Brazíliaváros | 29   | Peru      | 1–0      | 4–0         | 2026-os világbajnokság selejtező |
| 9  | 2024. október 15.    | Arena BRB Mané Garrincha, Brazíliaváros | 29   | Peru      | 2–0      | 4–0         | 2026-os világbajnokság selejtező |
| 10 | 2024. november 14.   | Estadio Monumental, Maturín, Venezuela  | 30   | Venezuela | 1–0      | 1–1         | 2026-os világbajnokság selejtező |

## Sikerei, díjai
- Barcelona
  - La Liga: 2022–23
  - Supercopa: 2023, 2025